# عادل بلكايد
عادل بلكايد (ولد في 15 سبتمبر 1970) هو لاعب جودو مغربي.

## الإنجازات
| سنة  | بطولة                      | مرتبة  | الوزن                |
| ---- | -------------------------- | ------ | -------------------- |
| 2004 | بطولة إفريقيا للجودو       | الثاني | الوزن الثقيل (81 كغ) |
| 2002 | بطولة إفريقيا للجودو       | الثالث | الفئة المفتوحة       |
| 2001 | بطولة العالم للجودو        | السابع | الوزن الثقيل (81 كغ) |
| 2001 | بطولة إفريقيا للجودو       | الثالث | الوزن الثقيل (81 كغ) |
| 2001 | بطولة إفريقيا للجودو       | الثالث | الفئة المفتوحة       |
| 2000 | بطولة إفريقيا للجودو       | الأول  | الوزن الثقيل (81 كغ) |
| 1998 | بطولة إفريقيا للجودو       | الأول  | الوزن الثقيل (81 كغ) |
| 1998 | بطولة إفريقيا للجودو       | السابع | Open class           |
| 1997 | بطولة إفريقيا للجودو       | الأول  | الوزن الثقيل (78 كغ) |
| 1997 | ألعاب البحر الأبيض المتوسط | الثاني | الوزن الثقيل (78 كغ) |
| 1996 | بطولة إفريقيا للجودو       | الأول  | الوزن الثقيل (78 كغ) |
| 1996 | بطولة إفريقيا للجودو       | الثاني | الفئة المفتوحة       |
| 1993 | بطولة العالم للجودو        | السابع | الوزن الثقيل (78 كغ) |
| 1993 | ألعاب البحر الأبيض المتوسط | الثالث | الوزن الثقيل (78 كغ) |

## روابط خارجية
- عادل بلكايد على موقع الفيدرالية الدولية للجودو (الإنجليزية)
- عادل بلكايد على موقع JudoInside.com (الإنجليزية)
- عادل بلكايد على موقع اللجنة الأولمبية الدولية (الإنجليزية)
- عادل بلكايد على موقع أوليمبيديا (الإنجليزية)